# 27789 Astrakhan
27789 Astrakhan è un asteroide della fascia principale. Scoperto nel 1993, presenta un'orbita caratterizzata da un semiasse maggiore pari a 3,0708721 UA e da un'eccentricità di 0,0522849, inclinata di 10,36878° rispetto all'eclittica.